# Anna Henrykowska
Anna Henrykowska (ur. 21 lipca 1954 w Makowie Mazowieckim) – historyk, regionalistka.

## Życiorys
Absolwentka Katolickiego Uniwersytetu Lubelskiego (1980). Pracowała jako asystent w Muzeum Okręgowym w Ostrołęce (1980), następnie w latach 1981–1988 w Muzeum Ziemi Przasnyskiej (od 1983 r. Muzeum Historycznego w Przasnyszu) jako kierownik placówki. Od 1988 do 2015 dyrektor Muzeum Regionalnego w Pułtusku. Zastępca prezesa Stowarzyszenia Puszcza Biała – Moja Mała Ojczyzna.
W 2015 roku otrzymała odznakę honorową „Zasłużony dla Kultury Polskiej” przyznawaną przez Ministra Kultury i Dziedzictwa Narodowego.

## Wybrane publikacje
- Puszcza Biała (folder), Pułtusk 2003 (red. A. Henrykowska, tekst i fot. T. Czerwiński).
- Pułtuskie osobliwości. Materiały wydane w roku obchodów 750-lecia nadania praw miejskich, Warszawa 2007 (red. A. Henrykowska, R. Lolo).
- Muzeum Historyczne w Przasnyszu, [w:] Muzeum Okręgowe w Ostrołęce 1975-1985. Szkice informacyjne, varia, ilustracje, Ostrołęka 1986.
- Muzeum w Przasnyszu w swym pierwszym pięcioleciu, [w:] Przasnysz w czterdziestolecie wyzwolenia 1945–1985, Warszawa–Przasnysz 1987.
- I. Kotowicz-Borowy, A. Henrykowska, L. Arent, J. Królik, G. Roszko, J. Piotrowski, Muzealnictwo województwa ciechanowskiego, [w:] Kultura Mazowsza Ciechanowskiego (1975-1998), Ciechanów 1998.
- Muzeum regionalne w Pułtusku (1964-2001), [w:] Pułtusk. Studia i materiały dziejów miasta i regionu, T. 5, 2003.
- Zbiory Muzeum Regionalnego, „Spotkania z Zabytkami”, nr 11/2004.